# اچ‌ام‌اس فائتون (۱۷۸۲)
اچ‌ام‌اس فائتون (۱۷۸۲) (به انگلیسی: HMS Phaeton (1782)) یک کشتی بود که طول آن ۱۴۱ فوت ۰ اینچ (۴۲٫۹۸ متر) بود. این کشتی در سال ۱۷۸۲ ساخته شد.